# IC 4401
IC 4401 ist eine Balken-Spiralgalaxie vom Hubble-Typ SBa im Sternbild Jungfrau am Südsternhimmel. Sie ist schätzungsweise 312 Millionen Lichtjahre von der Milchstraße entfernt.
Das Objekt wurde am 16. September 1896 von Stéphane Javelle entdeckt.